# Une vie qui commence
Pour plus de détails, voir Fiche technique et Distribution.
Une vie qui commence est un film québécois réalisé par Michel Monty et produit par Cirrus Communications ainsi qu'Item 7 en 2010.

## Synopsis
Dans le Montréal du début des années 1960, Étienne vit dans une famille heureuse avec un père médecin très présent qu'il vénère. Avec la mort de ce dernier, tout bascule et Louise, la mère, doit composer avec cette nouvelle situation tandis qu'Étienne, fils aîné, essaie de combler cette perte en tentant de remplacer son père par des actions mimétiques.

## Fiche technique
- Titre original : Une vie qui commence
- Réalisation : Michel  Monty
- Scénario : Michel  Monty
- Musique : Robert Marcel Lepage
- Direction artistique : Gaudeline Sauriol
- Décors : Sonia Venne
- Costumes : Ginette Magny
- Photographie : Michel La Veaux
- Son : Gilles Corbeil, Martin Pinsonnault, Isabelle Lussier, Stéphane Bergeron
- Montage : Dominique Fortin
- Production : Josée Vallée, Pierre Even
- Société de production : Cirrus Communications / Item 7
- Sociétés de distribution : Alliance Vivafilm
- Budget : 3,9 millions de dollars[2]
- Pays d'origine :  Canada
- Langue originale : français
- Format : couleur, 35mm, format d'image 2:35
- Genre : drame et historique
- Durée : 103 minutes
- Dates de sortie :
  - Belgique : 21 octobre 2010 (Festival international du film francophone de Namur)
  - France : 21 novembre 2010
  - Canada : 21 janvier 2011 (en salle au Québec)

## Distribution
- Charles-Antoine Perreault : Étienne Langevin
- Julie Le Breton : Louise Langevin (la mère)
- François Papineau : Jacques Langevin (le père)
- Raymond Cloutier : Guy Langevin (le grand-père)
- Rita Lafontaine : Mariette Langevin (la grand-mère)
- Mathis Brisson : Martin (le frère)
- Juliette Vernes Monty : Marie-Ève (la sœur)
- Michel  Monty : Yves Sauvé (l'ami du père)
- Éliane Préfontaine : Patricia (la cousine)
- Étienne Soucy-Lord : Michel Meilleur (l'ami d'Étienne)
- Stéphane Crête : directeur du salon funéraire
- Benoît Dagenais : jardinier du cimetière
- Denis Gravereaux : préfet du collège

## Récompense
- Festival international du film francophone de Namur 2010 : Bayard d'or de la meilleure 1re œuvre